# Bagivalu, Arsikere
Bagivalu là một làng thuộc tehsil Arsikere, huyện Hassan, bang Karnataka, Ấn Độ.